# Sha la la☆Summer Time
「Sha la la☆Summer Time」（シャララ サマータイム）は、Kis-My-Ft2の17枚目のシングル。2016年8月24日にavex traxから発売された。

## 概要
初回生産限定盤A/Bと通常盤の3形態で発売された。3パターンそれぞれにメンバーのユニット曲が収録されている。

## チャート成績
2016年9月5日付オリコン週間チャートで1位を獲得した。同チャートでの1位獲得はデビューシングルから17作連続。

## オリコンランキングに対する疑惑
このシングルCDがリリースされた翌週から、オリコンは突如、複数枚数購入を促す施策、イベントでの売上を1会計2枚(2018年度からは3枚)を上限、ならびに発売前のイベントについては発売3か月前までのイベントを売上の対象とするルールを適用した。このシングルCDと同じ日にリリースされたBOYS AND MENの「YAMATO☆Dancing」がこれに抵触しており、特典目当てでの売上の増大がヒットの実感とかけ離れる状況を改善する狙いがあった。しかし前年1月と3月にKAT-TUNのシングルCDがリリースしたタイミングで立て続けに同日リリースしたシングルCDが対抗手段として用いた商法が集計終了を発表しており、ここでもジャニーズ事務所に対する配慮が施されたのではないかとの疑惑が持ち上げられている。

## 収録内容

### CD

#### 通常盤
1. Sha la la☆Summer Time［3:54］
作詞：KOMU、作曲：Samuel Waermo，Stefan Ekstedt，Didrik Thott、編曲：Stefan Ekstedt
  - Kis-My-Ft2出演 興和『ウナコーワ 虫よけ当番』CMソング
2. DREAM STAGE［4:02］
作詞：唐沢美帆、原一博、作曲：原一博、編曲：ha-j
  - フジテレビ系『もしもツアーズ』テーマソング
3. Touch［4:03］ - 藤ヶ谷太輔・玉森裕太
作詞：Komei Kobayashi、作曲・編曲：Andreas Ohrn，Christoffer Lauridsen
  - 6thアルバム「MUSIC COLOSSEUM」初回生産限定盤B収録SPECIAL MOVIE『組曲「ボクらのミュージックコロシアム」』挿入歌

#### 初回生産限定盤A
1. Sha la la☆Summer Time
2. スナック SHOW和［4:25］ - 北山宏光・横尾渉・宮田俊哉
作詞・作曲・編曲：浅利進吾
  1. チャラくNIGHT? - 北山宏光
    - 6thアルバム初回生産限定盤B収録SPECIAL MOVIE挿入歌

  2. 涙酒 - 横尾渉
  3. 男と女のシネマ - 宮田俊哉

以上3曲を含むコント仕立ての楽曲となっている。

#### 初回生産限定盤B
1. Sha la la☆Summer Time
2. 70億分の2［3:31］ - 二階堂高嗣・千賀健永
作詞：SHIKATA、作曲：SHIKATA，KAY、編曲：渡辺徹

### DVD

#### 初回生産限定盤A
1. Sha la la☆Summer Time〈MUSIC VIDEO〉
2. Sha la la☆Summer Time〈MAKING MOVIE〉

#### 初回生産限定盤B
1. Sha la la☆スピンオフ ～LAST SCREAM～
2. スピンオフMUSIC VIDEO メイキングドキュメント
3. キスマイサマーSP ～沖縄ロケ メイキング映像～

### シリアル動画
- ユニット3組のレコーディング映像+メンバーメッセージ動画

## 収録作品
| 楽曲タイトル          | 収録                                                                          | 収録                                                                                |
| --------------------- | ----------------------------------------------------------------------------- | ----------------------------------------------------------------------------------- |
| Sha la la☆Summer Time | CDシングル                                                                    | 『Sha la la☆Summer Time』                                                           |
| Sha la la☆Summer Time | ミュージック・ビデオ                                                          | 『Sha la la☆Summer Time』〈初回生産限定盤A〉                                        |
| Sha la la☆Summer Time | スピンオフ・ミュージック・ビデオ （「Sha la la☆スピンオフ ～LAST SCREAM～」） | 『Sha la la☆Summer Time』〈初回生産限定盤B〉                                        |
| Sha la la☆Summer Time | ライブ映像                                                                    | 『CONCERT TOUR 2016 I SCREAM』                                                      |
| Sha la la☆Summer Time | CDアルバム                                                                    | 『MUSIC COLOSSEUM』                                                                 |
| Sha la la☆Summer Time | ライブ映像                                                                    | 『LIVE TOUR 2017 MUSIC COLOSSEUM』                                                  |
| Sha la la☆Summer Time | CDアルバム                                                                    | 『BEST of Kis-My-Ft2』                                                              |
| Sha la la☆Summer Time | ミュージック・ビデオ                                                          | 『BEST of Kis-My-Ft2』〈初回盤A〉                                                   |
| スナックSHOW和        | CDシングル                                                                    | 『Sha la la☆Summer Time』〈初回生産限定盤A〉                                        |
| 70億分の2             | CDシングル                                                                    | 『Sha la la☆Summer Time』〈初回生産限定盤B〉                                        |
| 70億分の2             | ライブ映像                                                                    | 『君を大好きだ』〈EXTRA盤〉 （LIVE TOUR 2018 YOU&ME Extra Yummy!!）                 |
| 70億分の2             | CDアルバム                                                                    | 『BEST of Kis-My-Ft2』〈初回盤B〉                                                   |
| DREAM STAGE           | CDシングル                                                                    | 『Sha la la☆Summer Time』〈通常盤〉                                                 |
| DREAM STAGE           | ライブ映像                                                                    | 『CONCERT TOUR 2016 I SCREAM』                                                      |
| Touch                 | CDシングル                                                                    | 『Sha la la☆Summer Time』〈通常盤〉                                                 |
| Touch                 | スペシャル・ムービー                                                          | 『MUSIC COLOSSEUM』〈初回生産限定盤B〉 （組曲「ボクらのミュージックコロシアム」内） |
| Touch                 | ライブ映像                                                                    | 『LIVE TOUR 2018 Yummy!! you&me』                                                   |
| Touch                 | CD （スペシャルエディット）                                                   | 『LIVE TOUR 2018 Yummy!! you&me』〈初回盤〉                                         |
| Touch                 | CDアルバム                                                                    | 『BEST of Kis-My-Ft2』〈初回盤B〉                                                   |